# Шустицкая, Пелагея Евдокимовна
Пелагея Евдокимовна Шустицкая  (1913 — ?) — звеньевая виноградарского совхоза имени Дзержинского Дубоссарского района Молдавская ССР. Герой Социалистического Труда (23.07.1951).

## Биография
Родилась в 1913 году в селе Лунга  (ныне – микрорайон города Дубоссары Дубоссарского района непризнанной Приднестровской Молдавской Республики). Молдаванка.
С 1944 года – звеньевая виноградарской бригады виноградарского совхоза имени Дзержинского Дубоссарского района Молдавской ССР.
Бригада восстанавливала плантации, разрушенные фашистами в годы Великой Отечественной войны. Звено Пелагеи Евдокимовны достигало лучших показателей в совхозе, а по итогам 1949 года за получение высоких урожаев винограда звеньевая была награждена орденом Ленина. В 1950 году руководимое ею звено получило урожай винограда 98,9 центнера с гектара на площади 5,9 гектара.
Указом Президиума Верховного Совета СССР от 23 июля 1951 года за получение в 1950 году высоких урожаев винограда при выполнении виноградарским совхозом плана сдачи государству сельскохозяйственных продуктов и обеспеченности семенами всех культур в размере полной потребности для весеннего сева 1951 года  Шустицкой Пелагее Евдокимовне  присвоено звание Героя Социалистического Труда с вручением ордена Ленина и золотой медали «Серп и Молот».
За успехи, достигнутые в увеличении производства и заготовок винограда, плодов и овощей, по итогам выполнения семилетнего плана (1959-1965) награждена орденом Трудового Красного Знамени.
Работала в совхозе до выхода на пенсию.
Жила в селе Дзержинское Дубоссарского района ныне непризнанной Приднестровской Молдавской Республики.
Дата смерти не установлена.

## Награды
- Золотая медаль «Серп и Молот»(23.07.1951)
- Орден Ленина (28.06.1950)
- Орден Ленина (23.07.1951)
- Орден Трудового Красного Знамени (30.04.1966)
- Медаль «В ознаменование 100-летия со дня рождения Владимира Ильича Ленина» (6 апреля 1970)
- Медаль «За трудовое отличие»
- Медаль «Ветеран труда»
- медалями ВДНХ СССР:

## Память
- На могиле установлен надгробный памятник
- В мае 2017 года в Дубоссарах была открыта Доска почёта Героев Социалистического Труда, на которой размещён портрет Героя[1].